# Ophelia (satelit)
Ophelia este un satelit al lui Uranus. A fost descoperit din imaginile realizate de Voyager 2 pe 20 ianuarie 1986 și a primit denumirea temporară S/1986 U 8. Nu a fost văzut până când Telescopul Spațial Hubble nu l-a recuperat în 2003. Ophelia a fost numită după fiica lui Polonius⁠(d), Ophelia, în piesa lui William Shakespeare Hamlet. Este desemnat și Uranus VII. 
În afară de orbita sa, raza de 21 km și albedo-ul geometric de 0,08 nu se știe practic nimic despre ea. În imaginile Voyager 2 Ophelia apare ca un obiect alungit, cu axa majoră îndreptată spre Uranus. Raportul axelor sferoidului prolat Ophelia este de 0,7 ± 0,3. 
Ophelia acționează ca satelitul păstor exterior pentru inelul ε al lui Uranus. Orbita lui Ophelia se află în raza orbitei sincrone a lui Uranus și, prin urmare, se degradează lent din cauza forțelor mareice. 